# Karl-Heinz Steffens
Karl-Heinz Steffens (Trèves, 28 novembre 1961) est un chef d'orchestre et clarinettiste allemand. Il dirige à la fois les œuvres lyriques et le répertoire symphonique. Il est directeur de la musique de l'opéra et ballet norvégien à Oslo.

## Biographie
Il étudie la clarinette avec Ulf Rodenhäuser à l'Université de Stuttgart et obtient son premier engagement de clarinettiste à l'opéra de Cassel, puis premier soliste, successivement à l'Opéra de Franckfort, au sein de l'orchestre de la radio bavaroise et à la Philharmonie de Berlin jusqu'en 2007. De 2001 à 2008, il est professeur d'instrument à l'école Hanns Eisler de Berlin. En 2007, il décide de se consacrer entièrement à la direction. Il est nommé directeur de la musique à Halle de 2007 à 2013 et à partir de 200, directeur musical de la Deutsche Staatsphilharmonie Rheinland-Pfalz à Ludwigshafen. Avec cet orchestre, il reçoit de nombreuses récompenses, tel par exemple le prix du meilleur orchestre de l'ÉCHO, en 2015, pour leur enregistrement d'œuvres de Bernd Alois Zimmermann. En 2016/2017, l'ensemble est désigné lauréat du prix du meilleur programme du concert de la saison par l'association des éditeurs de musique allemands (Deutsche Musikverlegerverband). L'orchestre et son chef sont engagés dans une intégrale des symphonies de Bruckner programmée sur plusieurs saisons.
Karl-Heinz Steffens est également demandé en tant que chef d'orchestre invité. Il a travaillé avec des ensembles tels que l'Orchestre symphonique de la radio Bavaroise le Philharmonique de Berlin le Philharmonique de Munich, le Philharmonia, le Philharmonique de Stockholm, le Symphonique de Vienne et  l'Orchestre de la Tonhalle de Zurich. Il a en outre dirigé ainsi le Orchestre symphonique de Birmingham, le Symphonique de Bournemouth, et l'Orchestre de Hallé au Royaume-Uni et les orchestres de la Radio de Berlin, Cologne, Francfort, Hambourg, Hanovre, Leipzig et Stuttgart. Pendant la saison 2015/2016, il a fait ses débuts à Turin et Lisbonne et avec l'orchestre du Maggio Musicale de Florence. Il a été réinvité à diriger l'Orchestre philharmonique de Radio France et de celui de Monte-Carlo, outre orchestre symphonique de la Radio de Berlin et les orchestres philharmoniques de Dresde, Helsinki et des Pays-Bas. Il dirige fréquemment le Philharmonia de Londres, notamment un cycle des Symphonies de Brahms et le Requiem allemand.
Aussi à l'aise à l'opéra, Steffens assure la direction musicale de l'Opéra et ballet norvégien au début de la saison 2016/2017, produisant plusieurs grands opéras du répertoire, notamment : Cosi fan tutte, Fidelio, Pelléas et Mélisande et Tosca. Il dirige plusieurs fois à La Scala, des interprétations de Cosi fan tutte, Don Giovanni et du Crépuscule des dieux. Il est invité régulièrement à au théâtre du Staatsoper Unter den Linden de Berlin, où en 2015/2016 il a exécuté Ariadne auf Naxos, ainsi qu'a l'Opéra de Zurich, où il a produit Cosi fan tutte.